# Anello serpente
Anello serpente (Expressens Mysterium) è un film danese del 1914, diretto da Hjalmar Davidsen, con Valdemar Psilander.

## Trama
L’industriale Laroque cerca in tutti modi, leciti od illeciti, di portare alla rovina il concorrente Frédéric Nessières.
Egli ha totalmente soggiogato, tramite una sorta di potere ipnotico, Madeleine, la moglie di Frédéric, dalla quale si fa consegnare appunti del marito inerenti alla conduzione dell’azienda. Poi sottrae operai alla fabbrica di Frédéric, offrendo loro un salario decisamente superiore a quello che Nessières può permettersi di offrire ai propri dipendenti.
Infine Laroque, armato della pistola di Frédéric, che si è fatto consegnare da Madeleine, penetra nello scompartimento del treno espresso sul quale il concorrente sta viaggiando.
Alla stazione successiva la polizia preleva dal treno il cadavere di Laroque, ed arresta Frédéric.
Madeleine, che, dopo la morte di Laroque, si è completamente ripresa, e l’avvocato Lepellier, un amico di famiglia, cercano di scagionare Frédéric, senza successo. Solo poco prima che venga emessa la condanna a morte, un ferroviere che era presente all’arresto di Frédéric, produce nell’aula del tribunale una prova che permette di risolvere il mistero dell’espresso. Frédéric viene prontamente rilasciato in quanto non imputabile di qualsivoglia reato.

## Distribuzione
Distribuito in Danimarca dalla Fotorama, il film uscì nelle sale il 16 marzo 1914. Nell'aprile dello stesso anno, fu distribuito anche negli Stati Uniti attraverso la Great Northern Film Company, società di importazione e distribuzione. In Italia, il film ottenne in appello il visto di censura numero 2875 il 24 marzo 1914.